# Ascochyta cucumeris
Ascochyta cucumeris är en svampart som beskrevs av Fautrey & Roum. 1891. Ascochyta cucumeris ingår i släktet Ascochyta, ordningen Pleosporales, klassen Dothideomycetes, divisionen sporsäcksvampar och riket svampar.   Inga underarter finns listade i Catalogue of Life.